# Deurklopper

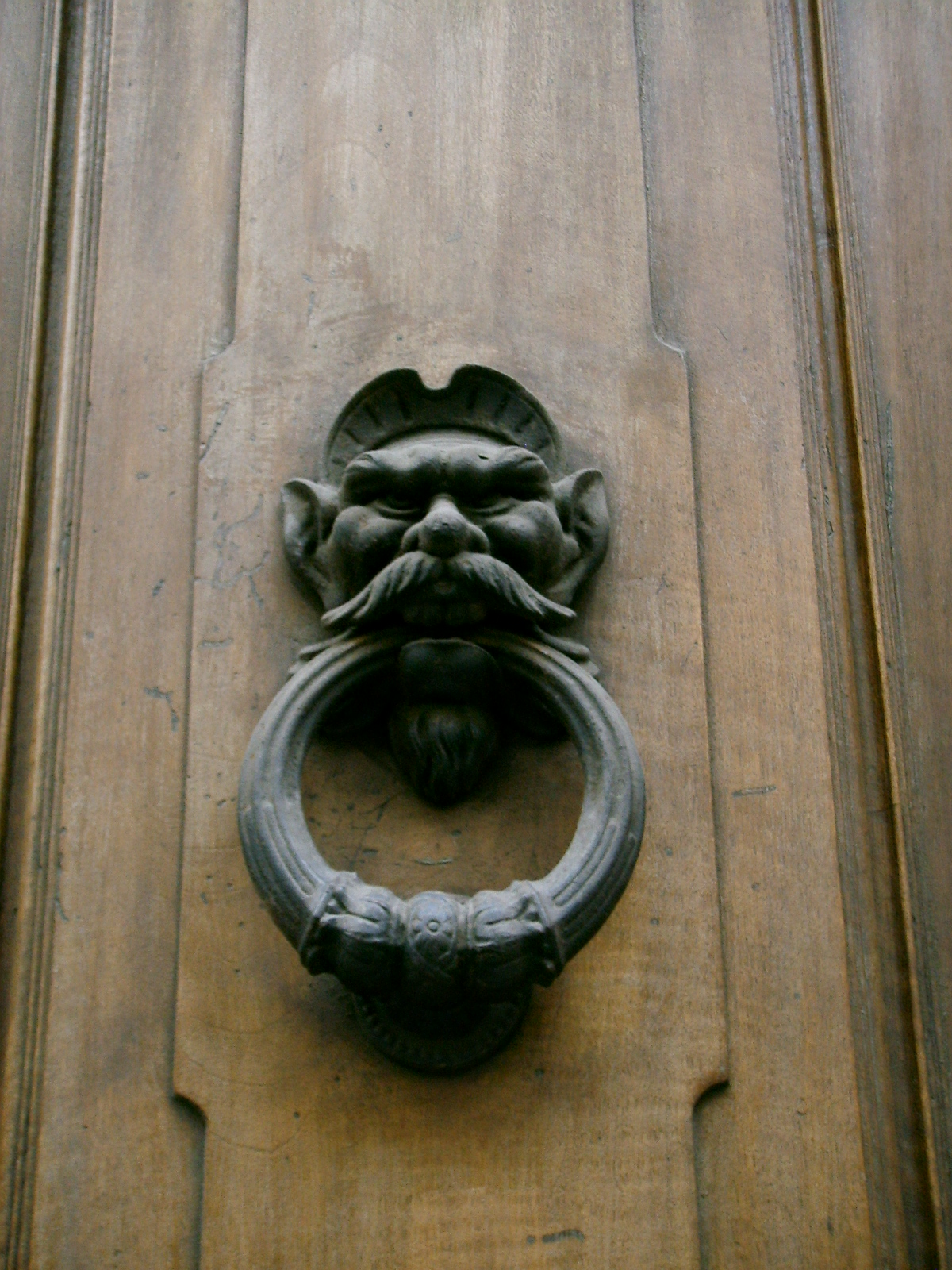
Deurklopper op een deur van het Palazzo Bartolommei

Met de deurklopper kan aangegeven worden dat er bezoek voor de deur staat. De deurklopper is in de meeste gevallen verdrongen door de deurbel.
Meestal bestaat de deurklopper uit een beweegbare gietijzeren of koperen ring of klepel die tegen de deur geslagen kan worden.